# O voce în jurul lumii
O voce în jurul lumii este un film românesc din 1971 regizat de Paul Orza. Rolurile principale au fost interpretate de actorii Ludovic Spiess.

## Distribuție
Distribuția filmului este alcătuită din:
- Ludovic Spiess